# Hemicycla saulcyi
Hemicycla saulcyi је пуж из реда Stylommatophora и фамилије Helicidae.

## Угроженост
Ова врста је крајње угрожена и у великој опасности од изумирања.

## Распрострањење
Ареал врсте је ограничен на једну државу. 
Шпанија је једино познато природно станиште врсте.